# Ferdydurke
Ferdydurke és una novel·la de l'escriptor polonès Witold Gombrowicz, publicada el 1937. Va ser traduït al català el 1998.
Considerada una obra mestra del modernisme europeu, Ferdydurke es va publicar en un moment inoportú. La II Guerra Mundial, la imposició d'un règim comunista a Polònia per part de Rússia i les dècades d'exili de l'autor a l'Argentina gairebé van esborrar el record d'una novel·la que constitueix una exploració singular i estranya dels costums polítics, nacionals i culturals. En aquesta història d'humor misteriós, Joey Kowalski descriu la seva transformació d'un home d'una trentena d'anys a un noi adolescent. Les gestes de Kowalski són còmiques i eròtiques –es tracta d'un modernisme proper al dadaisme i als germans Marx més que als tons elevats de T.S. Eliot i Ezra Pound– però també implica un rerefons subtil de serietat filosòfica.
Gombrowicz està interessat en la identitat i en la manera en què el temps, les circumstàncies, la història i el lloc imposen una determinada forma a la vida de les persones. Insensible, burleta i de vegades brutal, la joventut de Kowalski és inexperta i immadura, però també li ofereix llibertat per a delectar-se en el desig. Gombrowicz teixeix dins del llibre la seva opinió que la immaduresa és la força que és darrere dels nostres esforços creatius.
El mateix Gombrowicz va escriure de la seva novel·la que no és «una sàtira sobre alguna classe social, no és un atac nihilista a la cultura…Vivim en una era de canvis violents, de desenvolupament accelerat, en què les formes assentades es trenquen per la pressió de la vida…» La necessitat de trobar una forma per a allò que encara és immadur, sense cristal·litzar i subdesenvolupat, així com el gemec davant de la impossibilitat de tal postulat: aquest és el principal motiu del meu llibre.
Sobretot, el llibre és una celebració de la riquesa del llenguatge: està ple de neologismes i de jocs lingüístics. Va ser traduït al català per Jerzy Slawomirski i Anna Rubió.

## Adaptacions cinematogràfiques
El realitzador polonès Jerzy Skolimowski en va dirigir una adaptació cinematogràfica l'any 1991.